# Canejan
Canejan è un comune spagnolo di 110 abitanti situato nella comunità autonoma della Catalogna.